# Auckland Central Business District
Auckland Central Business District, en abrégé Auckland CBD ou encore Auckland Central, est le centre-ville d'Auckland. Il se situe sur la côte nord de l'isthme.

## Géographie

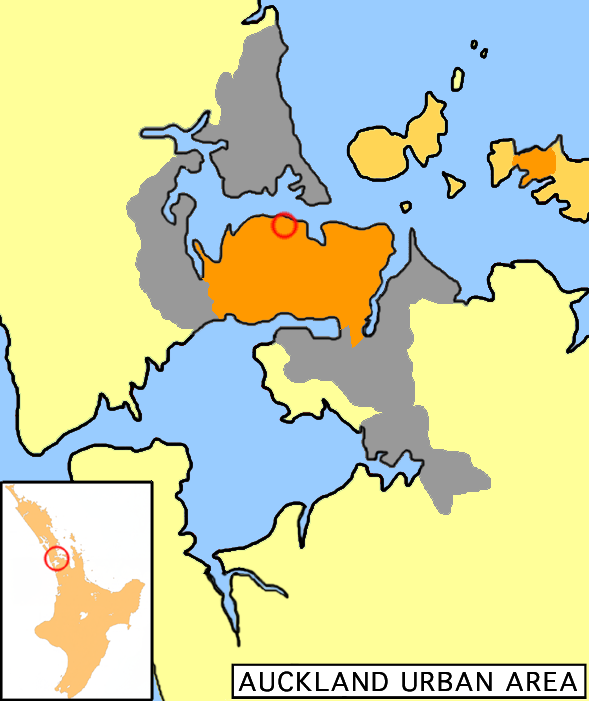
Situation d'Auckland CBD à Auckland (cercle rouge).

Auckland CBD est limité au nord par le front de mer du port de Waitemata, et s'étend vers le sud, de part et d'autre Queen Street, jusqu'à Karangahape Road, qui le sépare du faubourg de Newton. Il est bordé à l'ouest par la voie rapide nord (Northern motorway) et les faubourgs de Saint Marys Bay et Freemans Bay. À l'est, sa limite court le long de Symonds Street et de la voie rapide numéro 16, attenantes respectivement aux faubourgs de Grafton et de Parnell.